# Чжао Юцинь
Чжа́о Юци́нь (кит. трад. 趙友欽, упр. 赵友钦, пиньинь Zhào Yǒuqīn, 1279 — между 1329 и 1335) — китайский ученый, астроном, моралист времен империи Юань.

## Биография
Происходил из династии Чжао, которая правила империей Сун. Родился в уезде Поян (современная провинция Цзянси) в 1279 году. О родителях мало сведений. В это время произошло монгольское завоевание империи Южная Сун и образование империи Юань. Вследствие принадлежности к свергнутой династии не смог занять достойной должности, несмотря на хорошее образование. По другой версии сам Чжао Юцинь не желал идти на службу к монголам. Всю жизнь занимался наукой. Умер между 1329 и 1335 годами.

## Творчество
Известен прежде всего своими исследованиями по камере-обскуре. Провел скрупулезные экспериментальные исследования прохождения света через отверстие камеры-обскуры и написал четыре книги, среди которых самой значимой является «Гесян синьшу» («Новая книга о вращении небесных светил» из 5 цзюаней и 32 глав-пянь). В ней говорится об астрономии, ряд пянь посвящён математике и различным физическим вопросам, в частности, оптике камеры-обскуры.
Он вырыл в земляном полу затемненной комнаты 2 колодца разной глубины и в них поместил подставки, высота которых могла регулироваться. Колодцы закрывались крышками с квадратными отверстиями, размер которых колебался. На подставки устанавливались подносы с разным или одинаковым количеством горящих свечей. Свечи на подносах соотносились по-разному. Изменяя эти и другие условия эксперимента, Чжао Юцинь рассматривал изображения, проецируемые на потолке комнаты. Он обнаружил, что, когда в такой камере-обскуре отверстие маленькое, световое пятно, проецируемое на потолке-экране, является круговым независимо от формы отверстия. При незначительных изменениях размеров проема размер изображения не меняется, но его яркость увеличивается при увеличении отверстия и уменьшается при его уменьшении. Если расположить экран ближе к отверстию, то изображение станет меньше, а яркость его увеличится. Когда отверстие маленькое, наблюдается инверсия изображения, а когда проем большой, инверсии нет.
Многие из этих явлений были описаны впервые в науке. Однако опыты Чжао Юциня после падения династии Юань были забыты. Уже во времена Мин и Цин китайцев заново познакомили с ними европейские миссионеры и ученые.

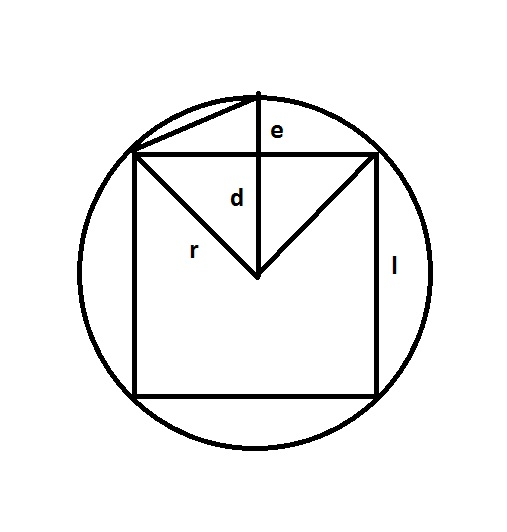
Расчеты Чжа Юциня

Также Чжао Юцинь пытался точнее рассчитать число π. Для этого разработан соответствующий алгоритм. Он поместил квадрат в круг, обозначив длину радиуса, равное "r", а "l" — это длина стороны квадрата. После чего Чжао нарисовал от центра круга и квадрата перпендикулярную линию "d" до стороны квадрата "i", тогда предположил, что линия "e"=r-d. Отсюда:
{\displaystyle d={\sqrt {r^{2}-\left({\frac {\ell }{2}}\right)^{2}}}}
{\displaystyle e=r-d=r-{\sqrt {r^{2}-\left({\frac {\ell }{2}}\right)^{2}}}.}
После этого продолжил перпендикулярную линию d, превратив круг восьмиугольника; {\displaystyle \ell _{2}}, обозначив одну из сторон восьмиугольника
{\displaystyle \ell _{2}={\sqrt {\left({\frac {\ell }{2}}\right)^{2}+e^{2}}}}
{\displaystyle \ell _{2}={\frac {1}{2}}{\sqrt {\ell ^{2}+4\left(r-{\frac {1}{2}}{\sqrt {4r^{2}-\ell ^{2}}}\right)^{2}}}}
представив {\displaystyle l_{3}} как длину стороны шестнадцатиугольника
{\displaystyle \ell _{3}={\frac {1}{2}}{\sqrt {\ell _{2}^{2}+4\left(r-{\frac {1}{2}}{\sqrt {4r^{2}-\ell _{2}^{2}}}\right)^{2}}}}
Также:
{\displaystyle \ell _{n+1}={\frac {1}{2}}{\sqrt {\ell _{n}^{2}+4\left(r-{\frac {1}{2}}{\sqrt {4r^{2}-\ell _{n}^{2}}}\right)^{2}}}}
Постепенно увеличивая углы, и рассчитывая их, Чжао Юцинь рассчитал сторону 16384-угольника, умножив ее на 16384, чтобы получить 3141.592 для круга диаметром в 1000 единиц, иначе представляя:
{\displaystyle \pi =3.141592.\,}
После этого умножил на 113, получив 355. Из этого Он сделал вывод, что число π = 3 и 3.14, или 22/7 и 355/113, где последнее значение более точное.